# Přepychy (Pardubicei járás)
Přepychy település Csehországban, a Pardubicei járásban. Přepychy Klamoš, Malé Výkleky, Újezd u Přelouče, Strašov és Vápno településekkel határos. Lakosainak száma 83 fő (2024. január 1.).

## Népesség
A település lakosságának változását az alábbi diagram mutatja:
| Lakosok száma | 191  | 190  | 224  | 161  | 104  | 78   | 85   | 85   | 82   | 83   |
|               | 1869 | 1890 | 1921 | 1950 | 1980 | 2001 | 2017 | 2019 | 2022 | 2024 |